# سویه‌های سارس کووید ۲
کروناویروس سندرم حاد تنفسی ۲ (به انگلیسی: SARS-CoV-2)، ویروسی است که باعث بروز بیماری کووید ۱۹ می‌شود. این ویروس دارای واریانت‌ها یا انواع مختلفی است. اعتقاد بر این است که برخی از این انواع، پتانسیل بالاتری برای تکثیر و انتقال ویروس و شیوع بیماری دارند. همچنین افزایش شدت عفونت، تغییر رفتار ویروس و کاهش اثر واکسن‌ها در برابر انواع جدید ویروس، از اهمیت ویژه‌ای برخوردار است.

## نام‌گذاری

نمودار درختی دودمان کروناویروس سندرم حاد تنفسی ۲ بر اساس سیستم نام‌گذاری پانگو

هیچ روش نام‌گذاری ثابتی برای این انواع جدید ویروس انتخاب نشده‌است. بسیاری از سازمان‌ها، دولت‌ها و خبرگزاری‌ها، به‌طور عامیانه، انواع مختلف این ویروس را بر اساس کشوری که ویروس برای اولین بار در آن‌ها شناسایی شده‌است، نام‌گذاری می‌کنند
. پس از ماه‌ها بحث و گفتگو، سازمان جهانی بهداشت، استفاده از الفبای یونانی را برای نام‌گذاری واریانت‌های مهم این ویروس در ۳۱ مه ۲۰۲۱ انتخاب کرد.

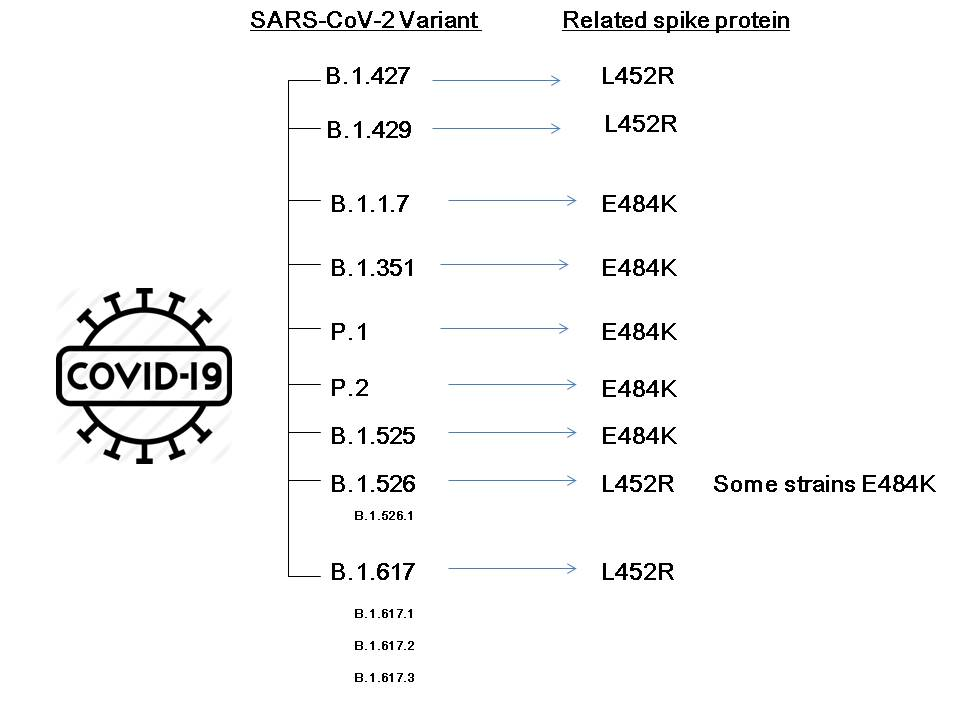
انواع مختلف کروناویروس سندرم حاد تنفسی ۲ که به‌طور رسمی توسط CDC و NIH در رابطه با جهش‌های L452R و E484K گزارش می‌شوند

در حالی‌که هزاران نوع مختلف از کروناویروس سندرم حاد تنفسی ۲ وجود دارد، انواع فرعی ویروس را می‌توان در گروه‌های بزرگ‌تری مانند دودمان‌ها یا کلادها دسته‌بندی کرد.
هنگام نامگذاری سویه امیکرون، سازمان جهانی بهداشت که از حروف الفبای یونانی برای نامگذاری‌های خود استفاده کرده این بار از روی دو حرف Nu و Xi رد شده‌است. مسئولان این نهاد بین‌المللی دلیل این تصمیم خود را پرهیز از سردرگم شدن افراد عنوان کرده‌اند، موضوعی که دستمایه طنز و البته به چالش کشیدن سیاست‌های این نهاد بین‌المللی شده‌است.
منتقدان این اقدام سازمان جهانی بهداشت می‌گویند این نهاد بین‌اللمللی به این دلیل از حرف Xi عبور کرده تا در هنگام نوشتن شباهتی با نام رئیس‌جمهور کنونی چین، شی جین پینگ پیش نیاید. املای لاتین اسم کوچک آقای پینگ دقیقاً Xi نوشته می‌شود.

## معیارهای اهمیت
ویروس‌ها به‌طور کلی با گذشت زمان جهش پیدا می‌کنند و باعث ایجاد انواع جدید می‌شوند. وقتی به نظر می‌رسد یک نوع جدید در جمعیت در حال رشد است، می‌توان آن را به عنوان «یک نوع نوظهور» برچسب گذاری کرد.
- افزایش قابلیت انتقال ویروس
- افزایش عوارض و صدمه زدن ویروس به میزبان
- افزایش میزان مرگ‌ومیر
- افزایش امکان مخفی ماندن در آزمایش‌های تشخیصی
- کاهش حساسیت به داروهای ضد ویروس (در صورت وجود چنین داروهایی)
- کاهش حساسیت به آنتی‌بادی‌های خنثی کننده، یا درمانی (به عنوان مثال ، آنتی‌بادی‌های پلاسمای بهبودی یا مونوکلونال) یا در آزمایش‌های آزمایشگاهی
- توانایی مخفی ماندن یا فرار از دسنگاه ایمنی
- توانایی آلوده کردن افراد واکسینه شده
- افزایش خطر در ایجاد شرایط خاص مانند سندرم التهابی سراسری یا کووید مزمن.
- افزایش آسیب‌پذیری گروه‌های خاص جمعیتی یا بالینی، مانند کودکان یا افراد دارای نقص ایمنی.
- واریانت‌های مختلف این ویروس، مقادیر متفاوتی از خطر را بروز می‌دهند. برخی از واریانت‌ها، خطرناک و نگران‌کننده هستند.

## انواع خطرناک
فهرست زیر انواع نگران کننده ویروس کووید ۱۹، (VOC) است که در حال حاضر توسط سازمان بهداشت جهانی شناسایی شده‌اند. البته ممکن است سازمان‌های دیگری مانند مرکز کنترل و پیشگیری بیماری در ایالات متحده از فهرستی کمی متفاوت استفاده کنند.

### آلفا (نسب B.1.1.7)

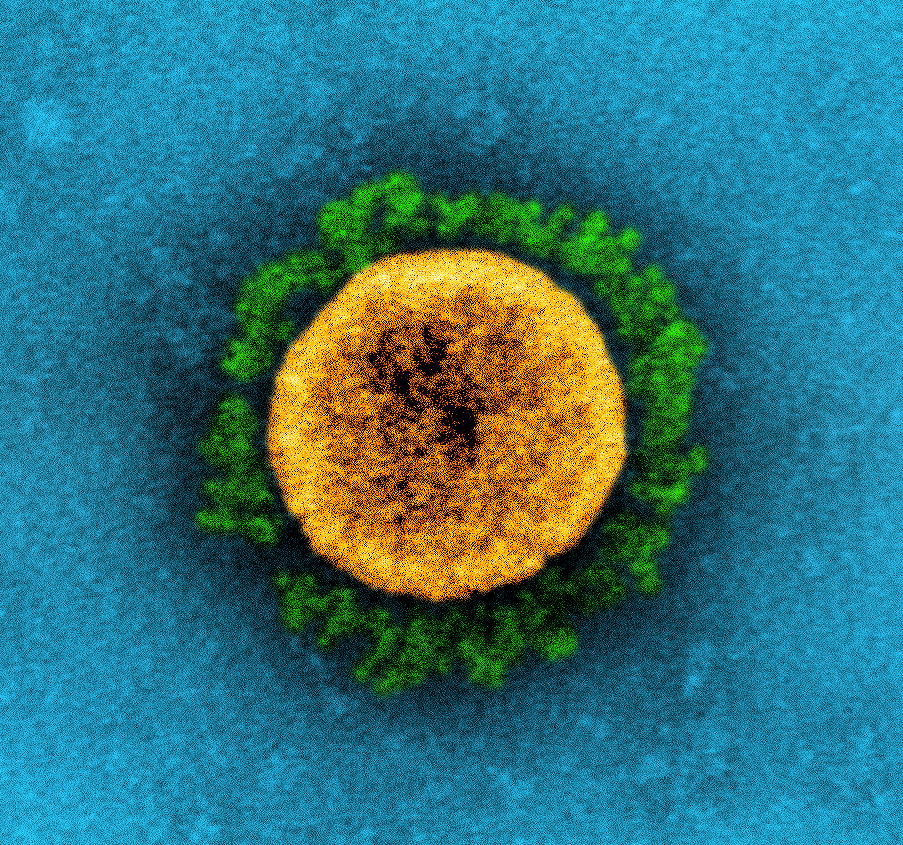
میکروگراف الکترونی عبوری از ویروس کووید۱۹ از نوع B.1.1.7. اعتقاد بر این است که افزایش انتقال این نوع ویروس به دلیل تغییر در ساختار پروتئین‌های سنبله‌ای است که در این‌جا با رنگ سبز نشان داده شده‌اند.

این نوع، برای اولین بار در اکتبر ۲۰۲۰ در انگلستان طی دنیاگیری کووید-۱۹ در بریتانیا شناسایی شد. قدرت انتقال این ویروس حدود ۴۰ تا ۸۰ درصد از ویروس اولیه بیشتر است. شیوع این ویروس تا ماه مه ۲۰۲۱ در ۱۲ کشور مشاهده شده‌است.

#### آلفا با جهش E484K
تا ۱۷ مارس ۲۰۲۱، ۳۹ مورد تأیید شده از این نوع در انگلیس ثبت شد. در ۴ مارس ۲۰۲۱، دانشمندان نوعی جدید از این ویروس را در ایالات متحده آمریکا در ایالت اورگن شناسایی کردند که دچار جهش E484K بود. در ۱۳ نمونه آزمایشی مورد تجزیه و تحلیل، یک نمونه دارای این ترکیب بود. به نظر می‌رسد این ویروس به‌جای این‌که از منطقه‌ای دیگر وارد شود، خود به خود و به‌صورت بومی به‌وجود آمده‌است.

### بتا (نسب B.1.351)
این واریانت در ۱۸ دسامبر ۲۰۲۰ برای اولین بار در آفریقای جنوبی مشاهده شد. این ویروس بر خلاف نوع اولیه کووید ۱۹، قابلیت بالایی برای آلوده‌سازی افراد جوان و سالم دارد و خطرناک‌تر است. چندین جهش به وجود آمده در این ویروس باعت افزایش توانایی اتصال ویروس به سلول‌های ریه انسان و افزایش توانایی شیوع و انتشار ویروس شده‌است.

### گاما (نسب P.1)
نوع گاما در ۶ ژانویه ۲۰۲۱ توسط مؤسسه ملی بیماری‌های عفونی ژاپن (NIID) در توکیو شناسایی شد. این نوع جدید برای اولین بار در چهار نفر شناسایی شد که در ۲ ژانویه ۲۰۲۱ از ایالت آمازوناس برزیل به توکیو رفته بودند. در ۱۲ ژانویه ۲۰۲۱، تعداد ۱۳ مورد از افراد محلی مبتلا به نوع گاما در جنگل‌های بارانی آمازون، شناسایی شدند. این نوع ویروس دارای ۱۷ تغییر اسید آمینه منحصر به فرد است که ۱۰ مورد از آن‌ها در پروتئین سنبله‌ای آن، رخ داده‌است.
این نوع جدید در نمونه‌های جمع‌آوری شده از مارس تا نوامبر سال ۲۰۲۰ در مانائوس، ایالت آمازون وجود نداشت اما از ۱۵ تا ۲۳ دسامبر سال ۲۰۲۰ در ۴۲٪ از نمونه‌ها از همان شهر شناسایی شدند. این آمار در ۱۵ تا ۳۱ دسامبر به ۵۲٫۲٪ و طی ۱ تا ۹ ژانویه ۲۰۲۱، به ۸۵ درصد رسید. گاما ۲٫۲ برابر توانایی گسترش و شیوع داشته و توانایی یکسانی در آلوده کردن بزرگسالان و افراد مسن، فارغ از جنسیت آن‌ها دارد. عفونت‌های گاما همچنین ۱۰–۸۰٪ کشنده‌تر هستند.
یک مطالعه نشان داد که افراد کاملاً واکسینه شده با واکسن کووید-۱۹ فایزر یا واکسن کووید-۱۹ مدرنا، در مقابل این واریانت ویروس مقاومت دارند.

### دلتا (نسب B.1.617.2)
نوع دلتا، اولین بار در هند و در اکتبر سال ۲۰۲۰ کشف شد و از آن زمان در سطح بین‌المللی گسترش یافته‌است.
در ۳ ژوئن ۲۰۲۱، سازمان بهداشت عمومی انگلیس گزارش داد که دوازده مورد از ۴۲ مرگ و میر ناشی از نوع دلتا در انگلیس کاملاً واکسینه شده بودند و این نوع ویروس تقریباً دو برابر سریع‌تر از نسخه آلفا در حال شیوع است. همچنین در ۱۱ ژوئن، مرکز پزشکی Foothills در کلگری، کانادا گزارش داد که نیمی از ۲۲ فرد مبتلا در آن مرکز، از افراد کاملاً واکسینه شده بوده‌اند.
دلتا پلاس
در ژوئن ۲۰۲۱، گزارش‌هایی از یک نوع جدید دلتا با جهش K417N با عنوان «نوع نپال» منتشر شد. این جهش که در نوع گاما و بتا نیز وجود دارد، نگرانی‌هایی را در مورد احتمال کاهش اثر واکسن‌ها و درمان‌های آنتی‌بادی و افزایش خطر عفونت مجدد ایجاد کرده‌است. این نوع، که توسط سازمان بهداشت عمومی انگلستان، دلتای دارای جهشK417N نامیده شد، کووید دلتا پلاس نام گرفت. در ۲۲ ژوئن، وزارت بهداشت و رفاه خانواده هند، پس از ۲۲ مورد گزارش در هند، این ویروس جدید را نوعی خطرناک اعلام کرد. برخی از ویروس‌شناسان برجسته معتقد هستند که به‌دلیل موارد انگشت‌شمار از مبتلایان و اطلاعات و داده‌های اندک، نمی‌توان نوع پلاس را نوعی نگران کننده اعلام کرد.

### امیکرون (نسبB.1.1.529)
در ۹ نوامبر ۲۰۲۱ مورد اولین ابتلا در بوتسوانا شناسایی شد. در ۲۶ نوامبر ۲۰۲۱، سازمان جهانی بهداشت آن را به عنوان سویه نگران‌کننده معرفی کرد و نام آن را از روی حرف یونانی امیکرون گذاشت.
این سویه جهش‌های زیادی داشته و یکی از تغییریافته‌ترین موارد جهش ویروس کروناست. شواهد اولیه نشان داده‌است که این سویه موارد ابتلا به ویروس را افزایش داده‌است.

## انواع بین گونه‌ای

### خوشه ۵
در اوایل نوامبر سال ۲۰۲۰، خوشه ۵، که توسط مؤسسه دولتی سرم دانمارک (SSI) به عنوان ΔFVI-spike نیز خوانده می‌شود در دانمارک کشف شد، اعتقاد بر این است که این واریانت، از طریق مزارع پرورش نوعی راسو با نام مینک و سپس از طریق گوسفندها به انسان منتقل شده‌است. در ۴ نوامبر سال ۲۰۲۰، اعلام شد که تمامی مینک‌ها برای جلوگیری از ابتلای انسان‌ها و جهت پیشگیری از وقوع جهش و تولید واریانت‌های جدید، جمع‌آوری و کشته خواهند شد. تا ۵ نوامبر سال ۲۰۲۰، حدود ۲۱۴ مورد از ابتلای بیماران به کووید ۱۹ مرتبط به مینک‌ها شناسایی شده‌است. SSI هشدار داد که این جهش می‌تواند اثر واکسن‌های کووید-۱۹ در دست تولید را کاهش دهد. به دنبال قرنطینه و آزمایش‌های گسترده در دانمارک، SSI در ۱۹ نوامبر ۲۰۲۰ اعلام کرد که خوشه ۵ به احتمال زیاد منقرض شده‌است.
این خطر وجود دارد که کووید ۱۹ از انسان به سایر حیوانات منتقل شود و با ویروس‌های دیگر حیوانات ترکیب شده و انواع جدید و بیشتری ایجاد کنند که برای انسان خطرناک است.